# Венцмежиці
Венцмежиці (пол. Więcmierzyce) — село в Польщі, у гміні Ґродкув Бжезького повіту Опольського воєводства.
Населення — 433 особи (2011).

## Демографія
Демографічна структура станом на 31 березня 2011 року:
|          | Загалом | Допрацездатний вік | Працездатний вік | Постпрацездатний вік |
| -------- | ------- | ------------------ | ---------------- | -------------------- |
| Чоловіки | 214     | 47                 | 148              | 19                   |
| Жінки    | 219     | 45                 | 129              | 45                   |
| Разом    | 433     | 92                 | 277              | 64                   |